# Coupe d'Afrique des nations de futsal 2024
Navigation
Maroc 2020
La Coupe d'Afrique des nations de futsal 2024 est la septième édition de la Coupe d'Afrique des nations de futsal, qui met aux prises les meilleures sélections africaines de futsal affiliées à la Confédération africaine de football (CAF).
La compétition qui se déroule au Maroc du 11 au 21 avril 2024, sert aussi de tournoi qualificatif pour la Coupe du monde 2024. Les finalistes et le troisième se qualifient pour la compétition mondiale qui se déroule en Ouzbékistan du 14 septembre au 6 octobre 2024.

## Organisation

### Désignation du pays hôte
La compétition devait avoir lieu initialement au Mozambique, mais ce dernier s'est retiré de l'organisation. Finalement, le 10 janvier 2024, la CAF désigne le Maroc comme pays hôte de la compétition.

### Sponsor officiel
En juillet 2016, Total a annoncé avoir passé un accord de sponsoring avec la Confédération Africaine de Football et devient le « sponsor titre » des compétitions organisées par la CAF. L’accord vaut pour les huit années suivantes et concerne les dix principales compétitions organisées par la CAF.

### Format
Comme lors des éditions précédentes, la phase finale de la compétition est organisée en deux groupes de quatre équipes.

## Qualifications
Les trois équipes les mieux classées de l'édition d'avant, à savoir : le Maroc, l'Égypte et l'Angola, sont exemptées des éliminatoires et se qualifient directement pour le tournoi final. Le tirage au sort des qualifications se déroule au Caire le 23 décembre 2023.
La phase des qualifications a lieu entre le 2 et le 11 février 2024. Le vainqueur de chacune des cinq doubles confrontations valide son ticket pour la phase finale.
| Équipe 1   | Résultat | Équipe 2      | Aller | Retour | T.a.b. |
| ---------- | -------- | ------------- | ----- | ------ | ------ |
| Mozambique | 3 - 4    | Zambie        | 3 - 2 | 0 - 2  | -      |
| Namibie    | 8 - 8    | Tanzanie      | 2 - 5 | 6 - 3  | -      |
| Libye      | 6 - 5    | Algérie       | 4 - 4 | 2 - 1  | -      |
| Ghana      | 6 - 6    | Côte d'Ivoire | 0 - 4 | 6 - 2  | -      |
| Cameroun   | Annulé   | Mauritanie    | -     | -      | -      |

### Équipes qualifiées
| Équipe     | Mode de qualification      | Date de qualification | Participation | Meilleur résultat             | Dernière participation (résultat obtenu) |
| ---------- | -------------------------- | --------------------- | ------------- | ----------------------------- | ---------------------------------------- |
| Maroc      | Champion en titre          | 23 décembre 2023      | 7             | Vainqueur (2016, 2020, 2024)  | 2024 (Vainqueur)                         |
| Égypte     | Vice-champion en titre     | 23 décembre 2023      | 7e            | Vainqueur (1996, 2000, (2004) | 2020 (Finaliste)                         |
| Angola     | 3e de l'édition précédente | 23 décembre 2023      | 4e            | 3e place (2020)               | 2020 (3e place)                          |
| Mauritanie | Exclusion de l'adversaire  | 31 janvier 2024       | 1re           | Néant                         | Néant                                    |
| Namibie    | Phase des qualifications   | 9 février 2024        | 1re           | Néant                         | Néant                                    |
| Ghana      | Phase des qualifications   | 9 février 2024        | 1re           | Néant                         | Néant                                    |
| Zambie     | Phase des qualifications   | 10 février 2024       | 3e            | 4e place (2016)               | 2016 (4e place)                          |
| Libye      | Phase des qualifications   | 10 février 2024       | 5e            | Vainqueur (2008)              | 2020 (4e place)                          |

## Tournoi final
Le tournoi final est prévu de se dérouler du 11 au 21 avril 2024 à Rabat, dans les Salle Ibn Yassine et Salle Moulay Abdallah.
| Chapeau 1                   | Chapeau 2                  | Chapeau 3                                    |
| --------------------------- | -------------------------- | -------------------------------------------- |
| - Maroc H (8) - Égypte (38) | - Libye (41) - Angola (46) | - Zambie (90) - Ghana - Mauritanie - Namibie |

### Phase de groupes
La cérémonie du tirage au sort a lieu le 7 mars 2024 au Complexe Mohammed VI de football.
Le 8 avril 2024, la CAF communique les listes des huit équipes qualifiées, sur son site officiel (14 joueurs par sélection).